# Purgatoire
Purgatoire is een plaats in de deelgemeente Wegnez van de Belgische gemeente Pepinster.
Purgatoire ligt aan de Vesder en maakt de facto deel uit van de agglomeratie van Verviers.
De naam Purgatoire (vagevuur) werd midden 18e eeuw voor het eerst vermeld. In 1801 was er sprake van een volderij en Purgatoire. De naam heeft dan ook niets met het vagevuur te maken, maar is afkomstig van de lakenindustrie: Het betrof de zuivering van het water van de Vesder, alvorens dit te gebruiken om de wol en het laken te wassen.

## Bezienswaardigheden
- Onze-Lieve-Vrouw-van-Lourdeskerk

## Nabijgelegen kernen
Ensival, Lambermont, Wegnez, Pepinster